# Benjamin Dann Walsh
Pour les articles homonymes, voir Walsh.
Benjamin Dann Walsh est un entomologiste américain, né le 21 septembre 1808 dans l’East Somerset et mort le 18 novembre 1869 à Rock Island, Illinois.

## Biographie
Il fait ses études au Trinity College où il obtient un Master of Arts en 1833. Il y côtoie Charles Darwin (1809-1882). À trente ans, il décide de partir s’installer aux États-Unis et prend en charge une ferme dans le Comté de Henry, près de Cambridge. Une communauté de Suédois s’installe dans le voisinage et endigue bientôt un cours d’eau. Ceci provoque une épidémie de paludisme qui oblige Walsh, en 1850 à partir s’installer à Rock Island où il ouvre l’année suivante une entreprise de production de bois d’œuvre. Il s’engage dans une activité politique comme républicain radical et est un fervent adversaire de l’esclavage.
En 1858, il fait construire de petits immeubles d’habitation et abandonne son entreprise, vivant dès lors des revenus des loyers qu’il touche. Il semble qu’il ait possédé une collection d’insectes en Angleterre mais il ne commence vraiment à les étudier qu’à partir de ce moment-là. Il fait paraître des articles à destination des agriculteurs dans des revues rurales mais aussi, de 1862 à 1866, une douzaine de publications scientifiques dans les Proceedings of the Boston Society of Natural History et à la Philadelphia Entomological Society. C’est société fait paraître une éphémère revue dénommée Practical Entomologist en 1865-1867 et à laquelle Walsh participe activement.
Par son action incessante de sensibilisation des agriculteurs aux insectes nuisibles, le gouvernement de l’État de l’Illinois lui offre un salaire de deux mille dollars comme entomologiste de l’État (1867). En 1868, il entreprend, avec Charles Valentine Riley (1843-1895), la publication d’une revue d’entomologie à destination du grand public, American Entomologist. Celle-ci comprend seulement quelques volumes.
Le 12 novembre 1869, Walsh revenait de la poste en empruntant la voie de chemin de fer reliant Chicago et Rock Island. Plongé dans sa correspondance, il n’entend pas l’arrivée d’un train, pourtant avançant à faible vitesse. Au dernier moment, il réussit à se jeter sur le bas côté mais son pied gauche est happé par le train et terriblement mutilé. Il est amputé mais sa santé se dégrade rapidement et il meurt une semaine plus tard. William Le Baron (1814-1876) le remplace à son poste d’entomologiste d’État.

## Source
- Arnold Mallis (1971). American Entomologists. Rutgers University Press (New Brunswick) : xvii + 549 p.  (ISBN 0-8135-0686-7)